# Trichoferus georgioui
Trichoferus georgioui är en skalbaggsart som beskrevs av Gianfranco Sama och Makris 2001. Trichoferus georgioui ingår i släktet Trichoferus och familjen långhorningar. Inga underarter finns listade i Catalogue of Life.